# マラチオン
マラチオン（英語: Malathion）は有機リン・有機硫黄系殺虫剤の一種。別称マラソン。
1950年にアメリカンシアナミドが開発し、日本では1953年（昭和28年）2月7日に農薬登録を受けた（シアナミドは、後のワイス、現ファイザー）。原体輸入量は207t、単乳剤生産量252kL、単粉剤生産量230t（いずれも1999年）。

## 用途

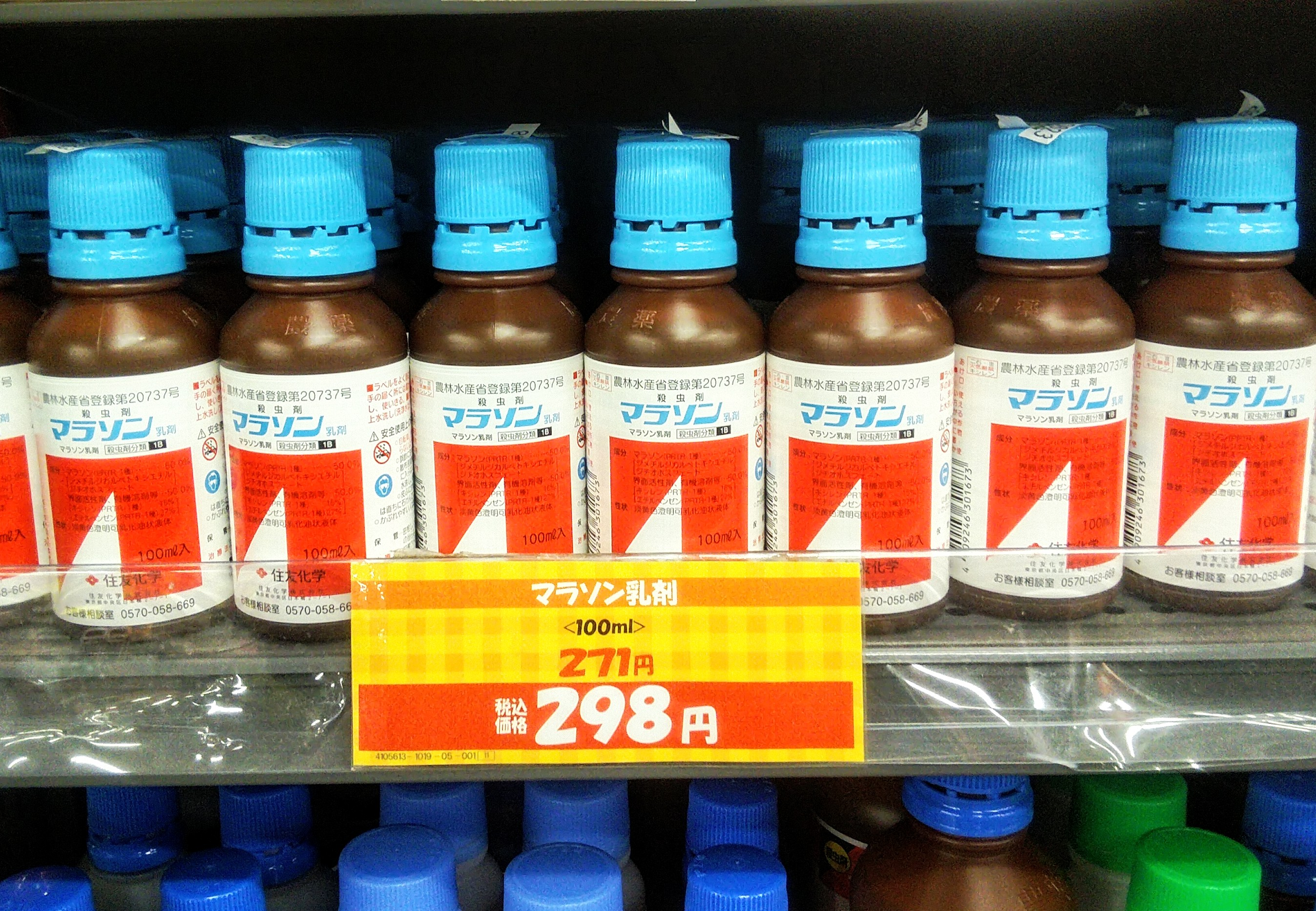
家庭園芸用の100ml入り マラソン乳剤

- 主に「マラソン」の名称で乳剤または粉剤として現在も農業生産分野や家庭園芸での害虫駆除のために一般的に用いられており、日本でも70年以上の使用実績がある信頼性の高い薬剤である。
- 接触性・浸透移行性の殺虫剤として、農耕地のアブラムシ・ハダニ類・カメムシ・カイガラムシ・ハマキムシ・イラガ・コガネムシ・ヨトウムシ・アザミウマ類などの害虫駆除に広く用いられる[3]。
- 長所として、1.多くの農作物と広範囲の害虫に対して適用登録がある。

2.即効性と浸透移行性があり、散布時に薬剤を直接害虫に当てなくても、一定の効果が期待できる。
3.低価格で家庭園芸用にも購入しやすい。
4.ヒトに対する毒性が低いため毒劇物指定されておらず、ホームセンターでも一般販売が可能。
短所としては 残効性が短く、薬剤が植物内に留まる時間が短い。このため薬剤を散布しても、再び害虫が発生する可能性がある。
- 純粋なマラチオンは無臭であるが、マラソン乳剤に含まれるキシレン等の有機溶剤や、マラチオンが分解されて生ずるジメチルジサルファイドのため、農薬のマラソン乳剤は腐った卵の様な臭気を有する[5]。

- マラチオンとの混合殺虫剤としては本剤＋MEP（農薬名スミソン、トラサイド）[6][7]や本剤＋BPMC（農薬名マラバッサ、生産終了）[8]、本剤＋フェンバレレート（農薬名ハクサップ）[9]がある。

### アメリカでの使用
- 農業、住宅造園で殺虫剤として、公衆衛生では蚊の防除のため広く使用されている。
- 1980年代、チチュウカイミバエ防除ためにカリフォルニア州で使用された。数ヶ月の期間、郊外地域の近くに毎週、空中散布によって大規模に行われた。アラメダ郡、サンバーナーディーノ郡、サンマテオ郡、サンタクララ郡、サンホアキン郡、スタニスラウス郡、マーセド郡の郊外の一部の上空でも空中散布が行われた。
- 1981年後半にカリフォルニア州のチチュウカイミバエの発生で、これを駆除するため3600平方キロメートルにマラチオンを噴霧した。この安全性を実証するため、カリフォルニア保全隊の一人が希釈したマラチオンを飲み込んだ。
- 西ナイルウイルスを媒介する蚊の防除のため1999年秋と2000年春に、ロングアイランドとニューヨーク市の5つの地区に殺虫剤を噴霧した。
- 低用量（0.5％製剤）のマラチオンを含有するローションがアタマジラミと体のシラミ除去に使われている。アメリカ食品医薬品局によって承認されているが、新たにマラチオンに対して薬剤耐性を持つようになった難治性シラミの感染流行が懸念されている[10]。

### カナダでの使用
カナダでは2005年7月に、マニトバ州ウィニペグで、西ナイルウイルスの感染防止キャンペーンの一環として、噴霧した。

### オーストラリアでの使用
チチュウカイミバエに対処するために使用されている。

### 欧州連合での使用
欧州連合では、2007年に毒性の強い不純物イソマラチオンへの懸念により使用認可が廃止されたが、2010年に認可が再開された。2018年には食虫性鳥類への影響の懸念から、常設の温室での使用のみ認可されるべきとの規則が定められた。

## 有害性
- 定められた正しい使用方法を守る限り、農作物や使用者への安全性は十分に確保されており、ヒトや農作物いずれにも危被害は生じない[14]。

このため毒物などには指定されておらず、ホームセンターや園芸店でも印鑑なしで購入可能である。
- ミツバチや蚕に対しても毒性を有するので、使用に際しては風向き等を考慮し、桑葉やミツバチの巣箱および周辺部などに飛散しないよう十分に注意すること。

また、水生生物（魚類や甲殻類など）に対して毒性を有するので、余った薬剤を河川や用水路に投棄したり、容器の洗浄廃液を養殖池に流入させたりしてはならない。
- マラチオンの毒性は、コリンエステラーゼ阻害作用による。マラチオンは、毒性の強いマラオクソンへ代謝されることで殺虫効果を発揮するが、ヒトを含む哺乳類はマラオクソンへの代謝が少ないため毒性が低く、昆虫類などに対して選択毒性を持つ[17]。

### 基準値
日本の残留農薬基準値は、小麦、玉葱、カボチャなどで8.0ppm以下。それ以外の作物では0.1〜8.0ppm以下。
一日摂取許容量 (ADI) は、0.3mg/kg。急性参照容量2mg/kg。

### 中毒症状
- 自殺企図[19] および誤飲事故による急性経口摂取中毒としてヒトに現れる症状としては、有機リン剤に共通した典型的な アセチルコリンエステラーゼ阻害による中毒症状である[18]。

軽症では、吐き気、嘔吐、唾液分泌過多、多量発汗、下痢、腹痛、倦怠感、頭痛。
中等症では、上記に加え、縮瞳、筋線維性攣縮、言語障害、視力減退、徐脈。
重症では、縮瞳、意識混濁、対光反射消失、肺水腫、血圧上昇。
有機リン系中毒に対してはアトロピンおよびPAMの静脈注射を実施する。
服用量にもよるが、多くの場合は数週間以内に軽快する。

### コリンエステラーゼ阻害作用
昆虫の体内に吸収されたマラチオンは、シトクロムP450による酸化的脱硫反応で、オキソン体のマラオクソンへと代謝される。マラオクソンはコリンエステラーゼ阻害作用がマラチオンより強く、これにより殺虫剤として本来の毒性を発揮する。
哺乳類においても同様の代謝があるが、カルボキシルエステラーゼによるマラチオンの分解が速やかなため、マラオクソンへの代謝が少なく、毒性は低くなる。一方、体外で生成されたマラオクソンに直接暴露すると、毒性が高い。アメリカ合衆国環境保護庁（EPA）では、マラオクソンの毒性をマラチオンの22倍（急性）から61倍（慢性）と評価している。

### 発達神経毒性
国連食糧農業機関/世界保健機関の合同残留農薬専門家会議（FAO/WHO JMPR）、内閣府食品安全委員会、農薬専門調査会は「発達神経毒性は認められない」と結論を出している。アメリカ合衆国では「聴覚驚愕反射強度増大(PND23/24) 」としており、無毒性量が設定できなかったと報告している。
脳神経細胞への影響では、マラチオン（40mg/kg）を14日間投与したマウスは、樹状突起スパインの密度が有意に減少していたとの報告がある。

### 発癌性
国際がん研究機関（IARC）は2015年にマラチオンの発癌性評価をグループ2A（恐らく発癌性がある）に分類した。ただしこれは物質の発癌性の有無（ハザード）を評価したものであり、実社会での有害性（リスク）を評価したものではない。
食品への残留農薬の発癌性リスクについて、IARC分類を踏まえたFAO/WHO JMPRによる2016年の評価では、リスクの可能性は「ありそうにない」とした。
食事面のほか職業面や住居面を考慮した健康リスクについて、アメリカEPAによる2024年のリスク評価案では、「発癌性を示唆する証拠があるがヒトへの発癌性を評価するには十分でない」物質に分類した上で、正しく使用される限り「懸念されるヒトの健康リスクは確認されない」としている。

### 両生類への影響
2008年、ピッツバーグ大学によって行われた研究では、ヒョウカエルのオタマジャクシでは致死的であることを見出した。はるかにEPAによって設定された限界以下の濃度で5つの広く使われている殺虫剤（カルバリル、クロルピリホス、ダイアジノン、エンドスルファン、マラチオン）を組み合わせた場合、ヒョウカエルのオタマジャクシの99％が死亡したことが判明した。

## 事件

### パキスタン
1976年、パキスタンでマラリアを媒介する蚊の防除で、DDTの代わりにマラチオンを散布した時に、不良品の製剤に微量含まれていた「イソマラチオン」という不純物が、マラチオンの低毒性の機構（カルボキシルエステラーゼによる解毒）を解除して、大規模な中毒事故が起こった。

### 食品への混入
2013年12月29日に、マルハニチロホールディングス子会社のアクリフーズ群馬工場（群馬県邑楽郡大泉町）で製造した冷凍食品から、マラチオンが検出されたことが発表され、冷凍食品の回収と群馬県庁による立ち入り調査、群馬県警察による捜査が行われた。